# Central Termoeléctrica de Sines
A Central Termoeléctrica de Sines foi uma central termoeléctrica a carvão em Sines, Portugal que operou de de 1985 até 15 de Janeiro de 2021 quando foi desativada.
A central era operada pela EDP e era conhecida pela sua proximidade com a praia de São Torpes que causava uma temperatura elevada nas suas águas.
Com uma potência instalada de 1256 MW, a central a carvão de Sines chegou a abastecer um terço da eletricidade consumida em Portugal, no início da década de 1990.